# Fallen (Evanescence)
Fallen is het debuutalbum van de Amerikaanse rockband Evanescence en betekende de doorbraak voor de band.
Het album is opgenomen in de studio's Track Record Inc. & NRG Recording Studios, Ocean Studios, Conway Recording Studios.

## Tracklist
|     | Titel                                 | Schrijvers                                                    | Duur |
| --- | ------------------------------------- | ------------------------------------------------------------- | ---- |
| 1.  | "Going Under"                         | B. Moody / A. Lee / R. Gray / W. Boyd / J. LeCompt            | 3:34 |
| 2.  | "Bring me to life (feat. Paul McCoy)" | B. Moody / A. Lee / R. Gray / W. Boyd / J. LeCompt / P. McCoy | 3:58 |
| 3.  | "Everybody's Fool"                    | B. Moody / A. Lee / R. Gray / W. Boyd / J. LeCompt            | 3:16 |
| 4.  | "My Immortal"                         | B. Moody / A. Lee / R. Gray / W. Boyd / J. LeCompt            | 4:24 |
| 5.  | "Haunted"                             | B. Moody / A. Lee / R. Gray / W. Boyd / J. LeCompt            | 3:06 |
| 6.  | "Tourniquet"                          | B. Moody / A. Lee / R. Gray / W. Boyd / J. LeCompt            | 4:39 |
| 7.  | "Imaginary"                           | B. Moody / A. Lee / R. Gray / W. Boyd / J. LeCompt            | 4:17 |
| 8.  | "Taking Over Me"                      | B. Moody / A. Lee / R. Gray / W. Boyd / J. LeCompt            | 3:50 |
| 9.  | "Hello"                               | B. Moody / A. Lee / R. Gray / W. Boyd / J. LeCompt            | 3:40 |
| 10. | "My Last Breath"                      | B. Moody / A. Lee / R. Gray / W. Boyd / J. LeCompt            | 4:08 |
| 11. | "Whisper"                             | B. Moody / A. Lee / R. Gray / W. Boyd / J. LeCompt            | 5:30 |

## Singles
Singles met hitnoteringen in de Nederlandse Top 40
|    | Titel              | Jaar   | Hoogste positie | Aantal weken |
| -- | ------------------ | ------ | --------------- | ------------ |
| 1. | "Going Under"      | (2003) | 6               | 10           |
| 2. | "Bring Me to Life" | (2003) | 26              | 5            |
| 3. | "My Immortal"      | (2003) | 5               | 17           |
| 4. | "Everybody's Fool" | (2004) | 7               | 18           |